# Guilvinec
Guilvinec hoặc Le Guilvinec (tiếng Breton: Ar Gelveneg) là một xã của tỉnh Finistère, thuộc vùng Bretagne, miền tây bắc Pháp.

## Dân số
Người dân ở Guilvinec được gọi là Guilvinistes.